# Vilda Jakš
Vilém (Vilda) Jakš (25. dubna 1910, Bratčice u Brna – 21. srpna 1943, Biskajský záliv) byl český boxer, několikanásobný mistr Československa a vicemistr světa z roku 1935. V letech 1940–1943 byl příslušníkem československého letectva ve Francii a Velké Británii, zahynul po sestřelu německými stíhači.

## Život
Jakš byl nemanželským synem Růženy Chmelíkové a rolníka Josefa Jakše. Otec ho ihned legitimizoval ale v létě 1916 padl při Brusilovově ofenzívě u města Luck na ukrajinské Volyni. Vyučil se čalouníkem (dle různých zdrojů v Brně nebo v Praze). S boxem začínal v rodných Bratčicích, kde byl členem místního Sokola. V polovině 20. let 20. století odešel ke strýci do Prahy, kde boxoval v klubu Český lev Praha. Dle jiných zdrojů začal s boxem na výletech do Posázaví a první amatérské utkání absolvoval za tým Ursus Nusle.
V roce 1931 se poprvé stal mistrem republiky. V říjnu 1931 se zapojil v Brně do zápasu Čech proti Moravě. V té době již zkušený reprezentant přispěl v Paláci zemského výstaviště k nerozhodnému výsledku (8:8) dvěma body. V roce 1932 přestoupil k profesionálům. V roce 1933 nastoupil základní vojenskou službu u 81. letky 5. leteckého pluku v Praze-Kbelích. Armáda mu však umožnila trénovat i boxovat (mimo jiné dva duely o titul mistra republiky). V letech 1933–1936 byl mistrem Československa ve střední váze.
Přesídlil do Paříže. V roce 1934 vyhrál na body v pražské Lucerně „utkání desetiletí“ proti Františkovi Nekolnému. Před pařížským zápasem o titul mistra světa vyhrál v profesionálním ringu 28 utkání v řadě. O titul boxoval jako první Čechoslovák v pařížském Paláci sportu 4. května 1935 s Francouzem Marcelem Thilem, úřadujícím mistrem světa ve střední váze. Zápas s o hlavu nižším Thilem vzdal Jakš až v předposledním (čtrnáctém) kole ručníkem hozeným do ringu (poté, co na body jasně vedl Thil a Jakš šel třikrát k zemi). Zápas sledovalo 20 000 diváků.
Naplánovanou odvetu oběma boxerům zhatila druhá světová válka. Na počátku roku 1940 získal fingované potvrzení o neexistujícím boxerském zápasu a s jeho pomocí se přes Itálii dostal do Francie, kde byl 28. března v Marseille odveden a 30. března 1940 se hlásil u letecké skupiny v Agde. Po válečné porážce Francie se dostal do Velké Británie a k 311. československé bombardovací peruti RAF. V Británii získal československý válečný kříž a medaili za chrabrost.
21. srpna 1943 jeho letoun Liberator při operačním letu sestřelila skupina německých dálkových stíhačů nad Biskajským zálivem. Zahynulo všech osm mužů na palubě včetně Jakše, který zastával funkci palubního střelce. V roce 1991 byl in memoriam povýšen do hodnosti podplukovníka.

## Pěsti ve tmě
V roce 1986 natočil režisér Jaroslav Soukup film Pěsti ve tmě, s Markem Vašutem v hlavní roli, který je s několika změnami inspirován životem Vildy Jakše (ve filmu se jmenuje Vilda Jakub, soupeř je z Německa a jmenuje se Kurt Schaller, první zápas je v Berlíně,…).

## Posmrtná pocta
Pamětní deska Vildy Jakše je umístěna na jeho rodném domě v Bratčicích. Spolu s ním je vzpomenuta památka jeho bratra Jožky, který zahynul v Mauthausenu a otce Josefa, který padl v 1. světové válce.
Od června 2025 připomíná život Vildy Jakše také vyhlídka na Posázavské stezce, která nese jeho jméno. Nachází se asi 3 kilometry od Pikovic, mezi Klimentovou a Raisovou vyhlídkou.